# Els Alamús
Els Alamús  ist eine katalanische Gemeinde (Municipio) mit 800 Einwohnern (Stand: 2024) in der Provinz Lleida im Nordosten Spaniens. Sie ist Teil der Comarca Segrià. Die Gemeinde besteht neben dem Hauptort Els Alamús aus den Ortschaften La Barceloneta und Vencilló.

## Geographie
Els Alamús liegt etwa acht Kilometer östlich vom Stadtzentrum von Lleida in einer Höhe von ca. 210 m. 

## Einwohnerentwicklung
| 1900 | 1930 | 1950 | 1970 | 1981 | 1991 | 2001 | 2011 | 2021 |
| ---- | ---- | ---- | ---- | ---- | ---- | ---- | ---- | ---- |
| 374  | 532  | 623  | 690  | 654  | 660  | 696  | 748  | 773  |

## Sehenswürdigkeiten
- Martinskirche

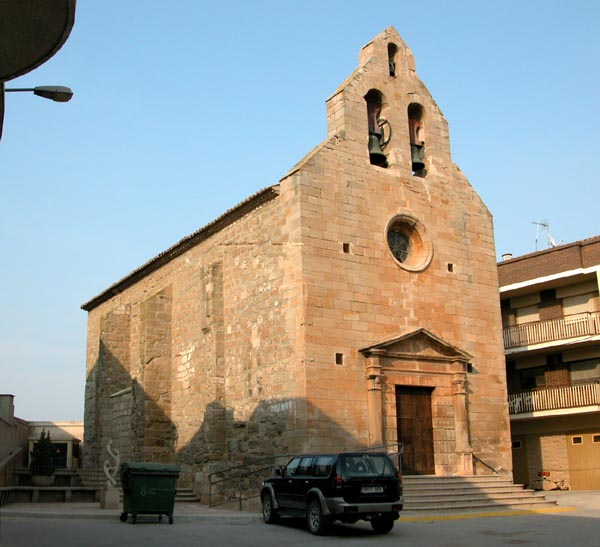
Martinskirche (Iglesia parroquial de Els Alamús)